# Los Iracundos

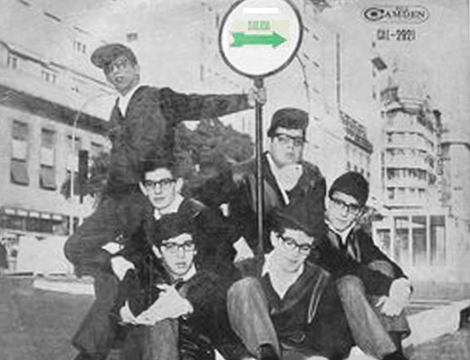
Los Iracundos în 1964

Los Iracundos este o formație uruguaiană de muzică new wave și rock & roll din Paysandú, Uruguay (1958-1987; 1990-). 
A fost fondată în anul 1958 de Eduardo Franco, Hugo Burgueño, Leonardo Franco, Juan "Bosco" Zabalo, Juan Carlos Velazquez și Jesús María Febrero.

## Discografie
- 1963: Stop
- 1964: Sin palabras
- 1964: Con palabras
- 1965: Primeros en América
- 1966: El Sonido de Los Iracundos
- 1966: Los Iracundos en Roma
- 1967: La juventud
- 1967: En Estereofonía
- 1967: Felicidad, Felicidad
- 1968: Puerto Montt
- 1969: La lluvia terminó
- 1969: La Música de Los Iracundos
- 1970: Los Iracundos
- 1971: Impactos
- 1971: Instrumental
- 1972: Agua con amor
- 1973: Te lo pido de rodillas
- 1974: Tango joven
- 1974: Y te has quedado sola
- 1975: Cada noche mía
- 1976: Cómo pretendes que te quiera
- 1977: Gol! de Los Iracundos
- 1978: Pasión y vida
- 1979: Amor y fe
- 1980: Incomparables
- 1981: Fue tormenta de verano
- 1982: 40 grados
- 1983: Apróntate a vivir
- 1984: Tú con él
- 1985: Iracundos '86
- 1986: 20 Grandes 20
- 1987: La Historia de Los iracundos'
- 1987: Dime quién... te ha enseñado
- 1989: La Historia de Los Iracundos: Parte 2
- 1990: Iracundos '90
- 1993: Con la misma moneda
- 1996: Los Iracundos
- 1999: Los Iracundos de Fiesta
- 2000: Los Iracundos Seguimos Cantando
- 2005: Los Iracundos «Disco Azul»
- 2009: Los Iracundos «según pasan los años»